# Taufkirchen (Falkenberg)
Taufkirchen ist ein Gemeindeteil sowie eine Gemarkung der Gemeinde Falkenberg im niederbayerischen Landkreis Rottal-Inn.

## Lage
Das Pfarrdorf liegt am Hang des 482 m hohen Haselberges, 4 km südwestlich von Falkenberg und knapp 6 km nordwestlich von Eggenfelden.
Der Mertseebach, ein Zufluss der Rott, fließt im Süden vorbei. Parallel dazu führt die Kreisstraße PAN 32 nach Eggenfelden. 3 km östlich verläuft die Bundesstraße 20.

## Geschichte
Vermutlich war das Gebiet schon um die Zeitenwende besiedelt. Über den Ursprung von Taufkirchen gehen die Meinungen der Heimatforscher auseinander. Der Ort wird erstmals 1224 urkundlich erwähnt.
Bis zur Gemeindegebietsreform war Taufkirchen eine selbstständige Gemeinde mit den Gemeindeteilen Brunning, Heuwies, Stetten, Kettendorf, Furth, Eisbach, Volksdorf, Reitl, Spitzberg, Ranzing, Irlach, Vogging, Unterellbach, Mertsee, Heißprechting, (Unter- und Ober-)  Remmelsberg. Zu den Gemarkungen von Falkenberg gehören: Amelgering, Geiersberg, Großkay, Guglmucken, Hausleiten, Kasten, Latzelsberg, Pendlöd, Perterting, Ponzaunöd, Ranzing, Remmelsberg bei Falkenberg, Schönberg, Stopfen, Wald und Wölfing. 1972 wurden alle Orte nach Falkenberg eingegliedert.

## Sonstiges
Die Kirche Mariä Himmelfahrt wurde 1459 erbaut, ein kleiner Vorgängerbau einige Jahrhunderte früher.